# Новая Топовка
Новая Топовка — исчезнувшее село в Красноармейском районе Саратовской области. Село располагалось в 5,6 км к северу от Старой Топовки. Основано в 1845 году.

## История
В 1845 году помещиком Готовицким принадлежавшие ему крестьяне были выселены из Старой Топовки и поселены на новый участок, доставшийся ему в результате размежевания. Все крестьяне - великороссы, православные. При освобождении крестьяне получили дарственный надел в 137 десятин удобной и 1 и 1/3 десятины неудобной земли (из расчёта на 122 ревизские души). В 1886 году в деревне имелись 4 промышленных заведения, 4 лавки, 1 общественный хлебный магазин. В 1891 году открыта земская ямская станция. В 1892 году открыта земская школа. Село относилось к Топовской волости Камышинского уезда Саратовской губернии.
С 1922 по 1941 год село относилось к Бальцерскому кантону Трудовой коммуны, с 1923 года - АССР немцев Поволжья. С 1941 года - в составе Красноармейского района Саратовской области. Дата упразднения не установлена.

## Население
Динамика численности населения по годам:
| 1860 | 1886 | 1891 | 1911 |
| ---- | ---- | ---- | ---- |
| 335  | 264  | 375  | 564  |